# Waitepeka (rivière)

La rivière Waitepeka  (en anglais : Waitepeka River) est un cours d’eau  de la région d’Otago dans l’Île du Sud de la Nouvelle-Zélande.

## Géographie
C’est un affluent du fleuve Clutha,  Elle s’écoule dans le fleuve près de Port Molyneux.